# NGC 387
NGC 387 là một thiên hà hình elip nằm trong chòm sao Song Ngư. Nó được phát hiện vào ngày 10 tháng 12 năm 1873 bởi Lawrence Parsons. Nó được Dreyer mô tả là "rất mờ, nhỏ, tròn". Cùng với các thiên hà NGC 375, NGC 379, NGC 382, NGC 383, NGC 384, NGC 385, NGC 386 và NGC 388, NGC 387 tạo thành một cụm thiên hà có tên là Arp 331.